# Dassault Mirage G
Dassault Mirage G je bil prototip dvomotornega večnamenskega lovca z gibljivimi krili. Zasnovalo ga je francosko podjetje Dassault Aviation v poznih 1960ih. Na podlagi Mirage G so razvili tudi verziji Mirage G4 in G8 za prestrezanje in jedrske napade. Zgradili so 3 prototipe in jih testirali, niso pa vstopili v serijsko proizvodnjo.
Leta 1964 je francosko obrambno ministrstvo zahtevalo lovca z gibljivmi krili, ki bi lahko deloval tako na kopnem kot na letalonosilkah. Francija je nekaj časa sodelovala v angleško-francoskem projektu AFVG (Anglo-French Variable Geometry aircraft), kasneje je odstopila. Potem je leta 1965 Dassault dobil naročilo za prototip z enim motorjem Pratt & Whitney/SNECMA TF-306.
Prvi Dassaultov lovec z gibljivimi krili je bil enomotorni dvosedežni Mirage G - v bistvu predelan Mirage F2. Krila so imela naklon v razponu 22-70 stopinj. Testiranje je bilo uspešno, vendar niso dobili naročil za serijska letala. 
Mirage G4 je imel dva motorja in je imel možnost napada z jedrskim orožjem. 

## Tehnične specifikacije (Mirage G8-02)
Splošne značilnosti
- Posadka: 1
- Dolžina: 18,80 m (61 ft 8 in)
- Razpon kril: 15,40 m (50 ft 6 in) spread, 8,70 m (28 ft 7 in) swept
- Višina: 5,35 m (17 ft 7 in)
- Teža praznega letala: 14.740 kg (32.496 lb)
- Pogon letala: 2 × SNECMA Atar 9K50 turboreaktivni motor z dodatnim zgorevanjem, 49,03 kN (11.020 lbf) potisk motorjev  vsak suh potisk, 70,1 kN (15.800 lbf) z dodatnim zgorevanjem

Zmogljivost
- Maks. hitrost: Mach 2,2
- Doseg: 3.850 km (2.392 mi; 2.079 nmi)
- Višina leta: 18.500 m (60.696 ft)